# Genera
Genera est un système d'exploitation et un environnement de développement propriétaire pour les machines Lisp développées par Symbolics. C'est un fork d'un système développé à l'origine pour les machines Lisp du laboratoire d'intelligence artificielle du MIT, mais que Symbolics utilisait conjointement avec LMI et Texas Instruments.
La guerre déclarée au AI Lab du MIT par Symbolics reste pour Richard Stallman le symptôme de la disparition de l'esprit hacker, et suscita en lui tous les ingrédients nécessaires à la création du mouvement du logiciel libre.